# Skeletonwitch
Skeletonwitch (с англ. — «СкелетнаяВедьма») — американская группа, основанная в 2003 году. Исполняет смесь блэк-метала и трэш-метала. Звучание группы характеризуют также, как «бескомпромиссную смесь трэша без излишеств и мелодичного дэт-метала».

## Характеристики
Стиль
Согласно AllMusic, группа вдохновляется классическим трэш-металом, NWOBHM, и, в меньшей степени, дэт-, блэк- и викинг-металом. Второй альбом Beyond the Permafrost и переход на Prosthetic Records в 2007 году ознаменовали уклон в сторону стиля блэк-метал, который наиболее ярко проявился на шестом студийном альбоме Devouring Radiant Light (2018). Согласно Exclaim!, в Beyond the Permafrost (2007) есть лишь несколько легких касаний викинг- и блэк-метала.
Лирика
Основные темы: оккультизм, сатанизм, смерть, насилие. Лирика Skeletonwitch когда-то была вселенной демонов и смертей, крови и костей, однако в Devouring Radiant Light (2018) она наполнена мистикой, а перспективы обнадеживающие, с расширенными метафорами об отбрасывании тьмы и взгляде снизу вверх.
Дизайн обложек
На обложках всех альбомов присутствует череп, кроме последнего Devouring Radiant Light (2018), на котором изображён капюшон. Автором обложек для альбомов Serpents Unleashed (2013) и Beyond The Permafrost (2007) является Джон Бэйзли, известный художник и гитарист группы Baroness.

## История
Skeletonwitch была основана в 2003 году в Атенс, штат Огайо. Гитарист Хедрик услышал демо-треки бывшей группы Нейта Гарнетта, Serkesoron, когда они оба учились в университете Огайо, и решил создать группу. После создания группы они искали вокалиста, которого в конечном итоге нашли в лице старшего брата Нейта, Чанса Гарнетта. Skeletonwitch выпустили свой первый альбом At One with the Shadows 11 августа 2004 года на лейбле Shredded Records.
После подписания контракта с Prosthetic 2 октября 2007 года Skeletonwitch выпустили Beyond the Permafrost. В 2008 году Skeletonwitch выступили в качестве одного из четырех участников на разогреве у Danzig, в турне Blackest of the Black.
13 октября 2009 года Skeletonwitch выпустили свой третий студийный альбом Breathing the Fire, который дебютировал на 151 строчке в чарте Billboard 200. Песня Skeletonwitch «Soul Thrashing Black Sorcery» была включена в саундтрек к видеоигре Brütal Legend. Песня «Crushed Beyond Dust» стала популярной в сети видеоигры Rock Band 28 февраля 2010 года. Skeletonwitch были представлены на всех концертах Ozzfest 2010 года.
Skeletonwitch появились в Adult Swim с песней «Bringers of Death» в 2010 году. «Bringers of Death» также вошла в сборник под названием Metal Swim.
В марте 2011 года Skeletonwitch расстались с барабанщиком Дерриком Нау и временно заменили его на Тони Лауреано. Четвертый студийный альбом Skeletonwitch, Forever Abomination, был выпущен 7 октября 2011 года. Это первый альбом, в котором Дастин Болтджес играет на ударных, заменив Деррика Нау. Skeletonwitch запретили играть в House of Blues в Орландо после того, как они были сочтены «непригодными для связи с Диснеем». Группа выпустила свой пятый студийный альбом Serpents Unleashed в октябре 2013 года.
Вокалист Чанс Гарнетт отказался от живых выступлений во время тура в октябре 2014 года. Последний концерт Гарнетта состоялся 15 октября 2014 года в Webster Theater в Хартфорде, штат Коннектикут. Несколько дней спустя он явился в окружной суд Вустера, штат Массачусетс, и был «обвинен в нападении и нанесении побоев члену семьи / домочадцу», и дело продолжалось до 10 декабря 2014 года. Гарнетт был освобожден под залог в 500 долларов США. В марте следующего года его заменил в европейском туре бывший вокалист Cannabis Corpse Энди Хорн, и позже было подтверждено, что Гарнетт заявил, что его уволили из группы из-за злоупотребления алкоголем, от которого он начал лечение. Его постоянная замена была подтверждена в феврале 2016 года как Адам Клеманс[что?], фронтмен блэк/сладж-метал-группы Wolvhammer и бывший вокалист Veil of Maya.
Альбом Devouring Radiant Light был издан в июле 2018 года и попал в топы по итогам года таких изданий, как Decibel, Metal Injection, Pitchfork и PopMatters.

## Состав
Текущий состав
- Nate «N8 Feet Under» Garnette — lead guitar (2003-present)
- Scott «Scunty D.» Hedrick — rhythm guitar (2003-present)
- Evan «Loosh» Linger — bass (2008-present)
- Adam Clemans — vocals (2016-present)

Бывшие участники
- Chance Garnette — vocals (2003—2015)
- Derrick Nau — drums (2003—2011)
- Jimi Shestina — bass (2003—2005)
- Eric Harris — bass (2005—2008)
- Dustin Boltjes — drums (2011—2018)

Временная шкала

## Дискография
Альбомы
- At One with the Shadows (2004)
- Beyond the Permafrost (2007)
- Breathing the Fire (2009)
- Forever Abomination (2011)
- Serpents Unleashed (2013)
- Devouring Radiant Light (2018)

Мини-альбомы
- Worship the Witch (2006)
- Onward to Battle/The Infernal Resurrection (2011)
- The Apothic Gloom (2016)

Прочее
- Live at the Union Friday the 13th (2004)
- Demo (2005)
- Metal Swim — Adult Swim compilation album (2010)